# Belgique au Concours Eurovision de la chanson 1958
La Belgique a participé au Concours Eurovision de la chanson 1958, alors appelé le Grand prix Eurovision de la chanson européenne 1958, à Hilversum, aux Pays-Bas. C'est la 3e participation belge au Concours Eurovision de la chanson.
Le pays est représenté par Fud Leclerc et la chanson Ma petite chatte, sélectionnés par l'Institut national de radiodiffusion (INR).

## Sélection
Le radiodiffuseur belge pour les émissions francophones, l'Institut national de radiodiffusion (INR), choisit l'artiste et la chanson pour représenter la Belgique au Concours Eurovision de la chanson 1958.
Lors de cette sélection, c'est Fud Leclerc, avec la chanson Ma petite chatte écrite et composée par André Dohet, qui furent choisis.

## À l'Eurovision
Chaque pays avait un jury de dix personnes. Chaque membre du jury pouvait donner un point à sa chanson préférée.

### Points attribués par la Belgique
| 4 points | Italie                          |
| 2 points | Suisse                          |
| 1 point  | Allemagne Autriche France Suède |

### Points attribués à la Belgique
| 10 points   | 9 points | 8 points | 7 points | 6 points                    |
| ----------- | -------- | -------- | -------- | --------------------------- |
|             |          |          |          |                             |
| 5 points    | 4 points | 3 points | 2 points | 1 point                     |
| - Allemagne |          |          |          | - Danemark - Suède - Suisse |

Fud Leclerc interprète Ma petite chatte en 7e position, après le Danemark et avant l'Allemagne. Au terme du vote final, la Belgique termine 5e sur 10 pays avec 8 points.